# Matthias Brücken
Matthias Brücken (* 23. Juli 1953 in Frechen) ist ein ehemaliger deutscher Fußballspieler und -trainer. Der Offensivspieler hat neun Ligaspiele für den 1. FC Köln (1975/76) und 19/1 für Bayer 04 Leverkusen in der Fußball-Bundesliga bestritten. Dazu kommen noch 122 Pflichtspiele in der 2. Fußball-Bundesliga mit 45 Toren.

## Karriere
„Matthes“ Brücken durchlief die Jugend von seinem Heimatverein SpVg Frechen 20 und war auch zwei Jahre mit der Spielvereinigung in Verbandsliga Mittelrhein am Ball, wo 1972/73 sogar der Meisterschaftsgewinn glückte. In Frechen wurde Brücken, der nach der Volks- und Realschule auch die höhere Handelsschule besucht hatte, vom ehemaligen FC Köln Spieler Fritz Pott trainiert. Zur Runde 1973/74 lief er für Bayer 04 Leverkusen auf, ebenfalls in der Verbandsliga Mittelrhein. Er wurde wiederum Meister, aber es war durch die Einführung der zweistaffeligen 2. Bundesliga kein Aufstieg möglich und so trat er mit Bayer auch 1974/75 in der Verbandsliga Mittelrhein an. Mit seinen Mannschaftskollegen verteidigte er den Meistertitel, gewann damit in Folge die dritte Meisterschaft am Mittelrhein und setzte sich auch in der Aufstiegsrunde durch und Bayer 04 stieg in die 2. Bundesliga Gruppe Nord auf. Der Torjäger nahm aber das Angebot des 1. FC Köln an und wechselte damit zur Saison 1975/76 in die Fußball-Bundesliga.
Der torgefährliche Angreifer hatte sich durch seine starken Leistungen für einen Wechsel zum 1. FC Köln empfohlen. Die Ablösesumme für den Torjäger, der in der Aufstiegssaison unter dem Bayerkreuz 24 Treffer erzielt hatte, lag bei ca. 150.000 Mark. Der Stürmer spielte in der Saison 1975/76 beim 1. FC Köln. Er wurde in neun Spielen eingesetzt und konnte zwei Tore erzielen. Es war ihm jedoch nicht möglich, sich gegen das gesetzte Stürmerduo Dieter Müller/Hannes Löhr zu behaupten. Ein Höhepunkt seiner Kölner Zeit waren sein „Dreierpack“ im UEFA-Cup am 1. Oktober 1975 beim Rückspiel gegen B 1903 Kopenhagen, womit er den FC in die 2. Runde schoss. Brücken spielte 1976/77 in der 2. Bundesliga für den FV 04 Würzburg. Die Zeit in Würzburg verlief nicht glücklich für den Mann aus Frechen: Im Januar 1977 erhielt er einen Platzverweis und im Verlauf der Rückrunde hatte der Verein von Alttorjäger Lothar Emmerich mit finanziellen Problemen zu kämpfen. Nach 16 Ligaeinsätzen (1 Tor) kehrte er vor Rundenende in den Fußballwesten zurück und schloss sich erneut Bayer 04 Leverkusen an.
Bei den Farbenstädtern brachte er wieder seine Torjägerqualitäten auf den Platz und kehrte mit Bayer 04 als Zweitligameister 1979 in die Bundesliga zurück. In 36 Ligaspielen hatte er 23 Tore zum Aufstieg erzielt. Unter Bayer-Trainer Willibert Kremer kam er in der Bundesliga 1979/80 in 19 Spielen zum Einsatz, konnte aber nur ein Tor erzielen. Dieter Herzog (32/3) und Peter Szech (33/9) waren das Angriffsduo bei Leverkusen und Kurt Eigl und Thomas Hörster sorgten aus dem Mittelfeld für die offensiven Impulse. Brücken ging 1980 zum Zweitligisten SC Viktoria Köln. Mit der Viktoria musste er wegen der Neueinführung der eingleisigen 2. Bundesliga zur folgenden Runde 1981/82, auf dem 11. Rang in einer 22er-Staffel platziert, in die Oberliga Nordrhein absteigen, da nur 10 Plätze für den Norden und Westen vorgesehen waren. An der Seite von Mitspielern wie Bernd Helmschrot, Jürgen Jendrossek und Bernhard Hermes absolvierte er 35 Ligaspiele für die Viktoria und erzielte neun Tore.
Seine Karriere ließ er bei SpVg Frechen 20 ausklingen, wo Brücken Ende der 1980er Jahre auch Trainer wurde. Von 1997 bis 2010 trainierte er den unterklassigen Verein VfR Bachem. Von 2012 bis zum geschlossenen Rücktritt des Jugendvorstands im Januar 2020 war er Leiter der Jugendabteilung des Vereins.